# Estación de Beignée
La estación de Beignée es una estación de tren belga situada en Ham-sur-Heure-Nalines, en la provincia de Henao, región Valona.
Pertenece a la línea  de S-Trein Charleroi.

## Situación ferroviaria
La estación se encuentra en la línea 132 (Charleroi-Treignes).

## Intermodalidad
No posee intermodalidad o conexiones con otras redes.